# 布勃诺夫斯基农村居民点
布勃诺夫斯基农村居民点（俄语：Бубновское сельское поселение）是俄罗斯联邦伏尔加格勒州乌留平斯克区所属的一个农村居民点。其下辖有3个居民点，行政中心为布勃诺夫斯基。据2016年统计，该农村居民点的人口为1080人。